# Joachim Gauck
Joachim Gauck (Rostock, 24 de janeiro de 1940) é um político alemão, foi presidente da Alemanha de 2012 até 2017.
Ex-pastor luterano, enquanto cidadão da então República Democrática Alemã (RDA), teve um papel ativo no processo da reunificação alemã. Gauck foi uma figura central em protestos pacíficos que levaram à queda do muro de Berlim em 1989. Desde então tem sido político sem partido e publicista, tendo um papel de relevo enquanto gestor do arquivo deixado pela Stasi, a polícia política da RDA.
Em 2010 foi candidato a presidente da Alemanha, tendo perdido por poucos votos para Christian Wulff. Dois dias depois da renúncia deste último, em 19 de fevereiro de 2012, foi escolhido para ser o novo candidato comum à presidência da Alemanha. Em 18 de Março de 2012 foi eleito pela Assembleia Federal, obtendo quase 80% dos votos.

## Vida
- 1940 - Joachim Gauck nasceu em Rostock, filho de um marinheiro.
- 1951 - O pai foi preso e deportado para a Sibéria. Em 1955, ele foi perdoado e voltou para Rostock.
- 1958-1965 - Estudou teologia em Rostock.
- desde 1965 - Atividade na Igreja Evangélica Luterana de Mecklemburgo. Primeiro Gauck trabalhou como capelão. Depois de sua ordenação, foi pastor em Güstrow a partir de 1970, depois colocado na área de desenvolvimento paroquial do bairro Evershagen em Rostock.
- 1982-1990 - Responsável máximo da Igreja em Mecklemburgo.
- 1989-1990 - Co-fundador do movimento de protesto pacífico da igreja em Mecklemburgo. Gauck realiza cultos semanais, seguidos por grandes manifestações em sua cidade natal. Membro e presidente do Neues Forum Rostock, uma das novas formações políticas surgidas na RDA.
- 1990 - Deputado da Volkskammer, o parlamento da RDA que decidiu dissolver este estado
- 2012-2017 - Presidente da Alemanha

## Gestor do arquivo da Stasi
Gauck liderou a Comissão Federal para os arquivos da Stasi, criada para controlar a dissolução da antiga Stasi a partir de 3 de Outubro de 1990. Esta comissão, que passou a ser chamada de Gauck Behörde, administra o legado da Stasi e torna-o acessível e todos os interessados. Após dois mandatos, ele foi substituído em outubro de 2000 por Marianne Birthler nesta função. Desde então, Joachim Gauck está engajado sócio-politicamente com palestras e atividades de mídia, como presidente da associação «Contra o esquecimento - pela democracia». É um dos iniciadores da Declaração de Praga sobre Consciência Europeia e Comunismo em Praga, publicada em 8 de Junho 2008, e da declaração sobre os crimes do comunismo. Gauck tem sido repetidamente homenageado por suas realizações e publicações.

## Carreira política
Os meios de comunicação mais importantes, em conjunto com a maioria dos alemães, destacaram o pastor luterano e ativista Joachim Gauck, que durante dez anos dirigiu o desmembramento da Stasi - polícia política da Alemanha de Leste - e a conservação do seu arquivo.
A nomeação de Joachim Gauck e candidatura para o cargo de Presidente da Alemanha em 2010 teve grande apoio geral entre o público e a mídia na Alemanha. Em três rodadas, foi derrotado pelo candidato dos partidos governistas, Christian Wulff. Depois da renúncia de Christian Wulff em 17 de fevereiro de 2012, por causa do seu envolvimento num alegado caso de corrupção, o governo alemão de coligação optou com a oposição em comum para nomeá-lo como candidato a presidente.
Desde a noite do dia 19 de Fevereiro de 2012 ele foi designado presidente da Alemanha. Gauck foi uma figura central em protestos pacíficos que levaram à queda do muro de Berlim e à posterior reunificação da Alemanha em 1990. Depois disso, ele publicou documentos do arquivo do governo que mostravam os crimes da polícia secreta do antigo leste.
Com amplo apoio, a Assembleia Federal (em alemão: Bundesversammlung) confirmou o nome de Joachim Gauck como presidente sem sobressaltos em uma votação no dia 18 de março de 2012, com uma maioria de mais de três quartos dos votos.
Foi presidente da Alemanha até 18 de março de 2017, quando deixou a presidência após 5 anos de governo.